# Деймановка (Черниговская область)
Деймановка (укр. Дейманівка) — село в Прилукском районе Черниговской области Украины на реке Лысогор при впадении её притока Тростянец. Население 219 человек. Занимает площадь 18,31 км².
Код КОАТУУ: 7425183002. Почтовый индекс: 17331. Телефонный код: +380 4639.

## Власть
Орган местного самоуправления — Сребнянская поселковая община. Почтовый адрес: 17300, Черниговская обл., Прилукский р-н, п. Сребное, ул. Мира, 43а.

## История
В ХІХ столетии село Деймановка было в составе Сребрянской волости Прилукского уезда Полтавской губернии. В селе было несколько церквей: Ризоположенская, Параскиевская, и Рождество-Богородицкая.